# 赫爾穆特·格羅特魯普

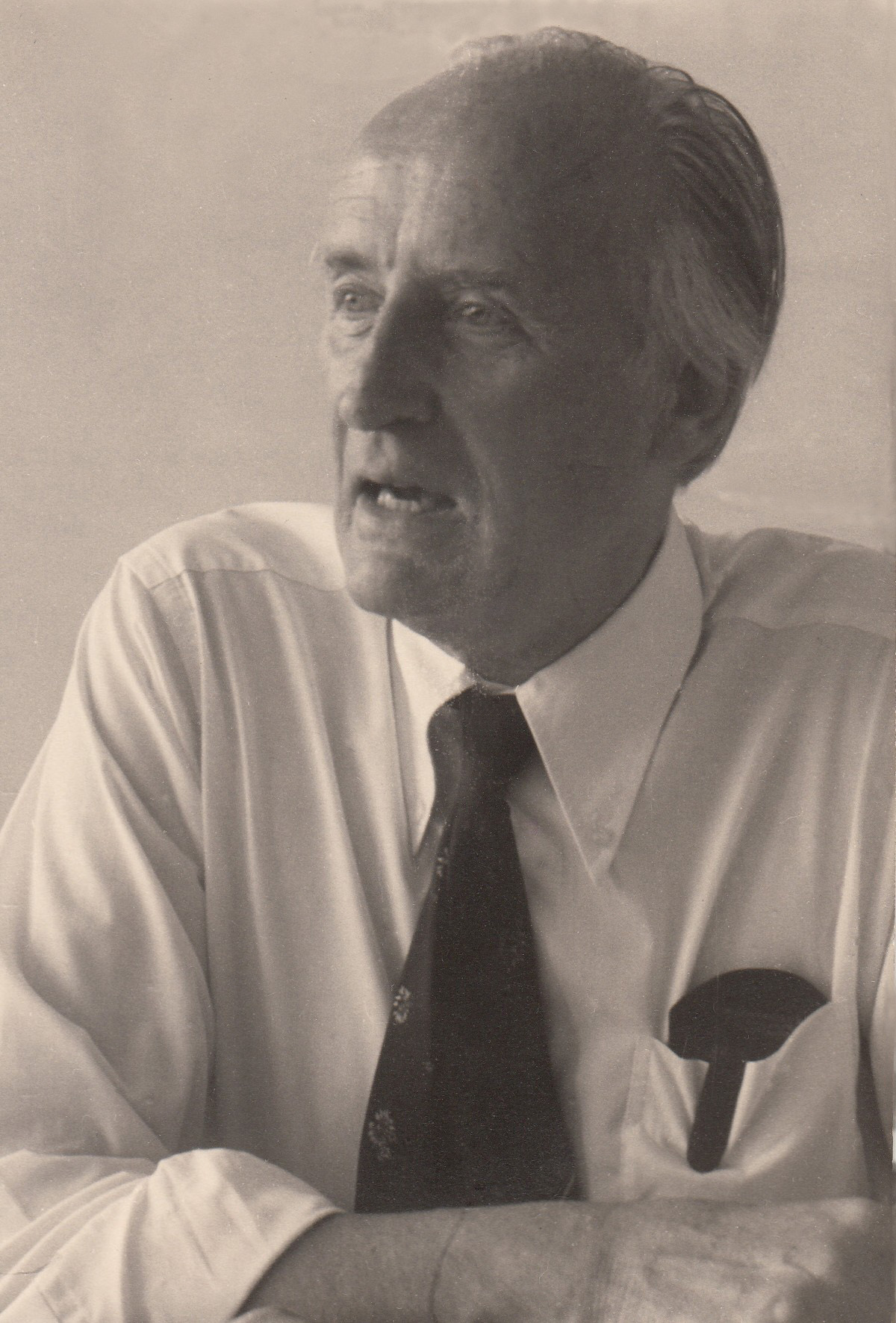
攝於1977年6月

赫爾穆特·格羅特魯普（Helmut Gröttrup）（1916年2月12日—1981年7月4日）。德國工程師、火箭專家、智能卡發明家。
第二次世界大戰期間，他在沃納·馮·布勞恩的領導下參與了德國V-2火箭的研發。德國戰敗後被押送到蘇聯，1946年至1950年間，他帶領170名德國科學家參與了謝爾蓋·科羅廖夫領導的蘇聯火箭研發工作。1953年12月返回西德後，他開發了資料處理系統，為早期電腦科學的商業應用做出了貢獻。1967年，作為安全識別和存取控制（ID卡）或儲存安全鑰匙的「防偽鑰匙」，也包括近場通訊（NFC）的感應耦合，赫爾穆特·格羅特魯普發明了智能卡並爲此申請了專利。從1970年起，他領導捷德公司的新創事業部門，并於1979年推出世界上第一張智能卡，與此同時他又負責開發鈔票處理系統和機器可讀取的安全功能。

## 早年
赫爾穆特·格羅特魯普1916年2月12日出生於科隆。他的父親約翰·格羅特魯普（Johann Gröttrup 1881-1940) 是一名機械工程師。他曾經在柏林社會民主工會的技術人員和官員聯合會（Bund der technischen Angestellten und Beamten (Butab）擔任全職工作。他的母親 （Thérèse Gröttrup 1894-1981 ）曾投身於於和平運動。1933年納粹黨執政時，約翰·格羅特魯普失去了工作。
1935年至1939年間，赫爾穆特·格羅特魯普在“夏洛滕堡理工學院”（現在的柏林工業大學） 攻讀應用物理學，並與蓋革計數器的共同發明者漢斯·蓋革教授一起完成了他的論文。在此期間，他也曾在曼弗雷德·馮·阿登納的研究實驗室工作過。

## 研發火箭

### 納粹德國時期
從1939年12月開始，赫爾穆特·格羅特魯普在佩訥明德陸軍研究中心與瓦尔特·羅伯特·多恩伯格和沃納·馮·布勞恩一起參與了德國V2火箭的研發工程。1940年12月，他被任命為恩斯特·施坦因霍夫屬下的部門主管，負責開發遙控制導與控制系統。
1943年10月起，赫爾穆特·格羅特魯普和他的同事們開始受到黨衛隊保安處的監視。有一天，他和他的妻子與馮·布勞恩、克劳斯·里德爾等其他同事在一次家庭聚會中，大家都表達了對戰局走向的悲觀以及對不能實現開發太空飛船的夢想感到遺憾，在這些人當中，一個為蓋世太保充當眼綫的年輕女牙醫將他們的談話内容報告給了當局。因此，這些人被納粹當局認爲是在散佈失敗主義情緒，希姆萊甚至認爲他們是共產主義者。1944年3月21日，這些人被蓋世太保帶到位於現在波蘭境内的什切青，未經審判地被關押了兩個星期。爲使V-2火箭的工程不至於因此受到影響，後來在瓦尔特·多恩伯格和反間諜機關軍官漢斯·格奥爾格·克拉姆羅斯的斡旋下，這些人最終得到釋放。

### 在蘇聯時期
二戰結束後，馮·布勞恩希望他一起加入為美國軍方研發導彈的“回紋針行動”，但是格羅特魯普拒絕了布勞恩的邀請，這主要是考慮到他的家人不願意離開德國。 1945年9月，格羅特魯普決定在位於蘇聯佔領區的圖林根布萊謝羅德的一個被蘇軍控制的“拉貝研究所”重啓V2導彈的研發工作。雖然大部分火箭專家被美國吸收，但他仍能吸引包括庫爾特·馬格努斯、弗里茨·卡爾·普萊克沙特在内的一些傑出的科學家到布萊謝羅德工作。人們認爲，格羅特魯普以及他的團隊被蘇聯掌握，相當於美國掌握了馮·布勞恩和他的團隊，這是蘇聯在與美國進行德國火箭技術人才爭奪戰中的最大收穫，冷戰期間，西方流傳一則笑話：“當美蘇導彈在空中相會時，彼此都用德語相互問候”。
1946年3月，他被任命為諾德豪森研究所 (Institut Nordhausen) 的德方主管，同年5月擔任“Zentralwerke公司”的總經理，該公司擁有5,000多名員工，負責製造V-2火箭，並包括給早期米特維克工廠的供應商、V-2火箭試驗場以及瀑布防空火箭的柏林研究所 (Institut Berlin)。公司處於蘇聯火箭專家謝爾蓋·科羅廖夫和鲍里斯·切爾托克的監督之下，而他們兩人要定期向炮兵少將列夫·米哈伊洛維奇·蓋杜科夫和蘇聯武器部部長德米特里·烏斯季諾夫等蘇聯軍方負責人報告。
但是諾德豪森研究所的存在本身卻令蘇聯方面感到芒刺在背，一方面蘇聯擔憂這些前納粹火箭專家參與蘇聯的導彈研發，既瞭解了蘇聯火箭方面的詳情，也會使德國軍事工業死灰復燃；另一方面也擔憂相關情報可能會外泄給西方世界。經過蘇聯高層商議，決定將蘇聯占領區的德國火箭專家全部轉移到蘇聯境内。爲了防止走漏風聲，轉移行動在蘇聯占領區内同時進行。1946年10月22日深夜，蘇聯軍方突然發動了“奥索維亞欣行動”，將所挑選中的德國火箭技術專家和其他方面的技術工程師包括設備强行送往蘇聯。蘇聯爲此動用了92節火車廂。被押送的德國人多達6000多人，其中工程技術人員2500人，隨行家屬4000多人。
到了蘇聯之後，從1946年到1950年9月，格羅特魯普和其170多名德國火箭專家在一個由鐵絲網包圍，位於莫斯科西北的名爲“戈羅多姆利亞島”上，為蘇聯的“NII-88工程”而工作，該項工作由蘇聯火箭專家科羅廖夫的監督領導。雖然蘇聯强迫這些德國火箭專家來到這座嚴加封鎖的孤島上為其工作，但是蘇聯政府也爲他們本人和家屬提供了比蘇聯普通民衆甚至比蘇聯同行們都好得多的生活待遇。
1947年至1948年期間，格羅特魯普和他的團隊協助科羅廖夫進行 R-1導彈的研發，它是使用了蘇聯製造工藝和材料對V-2火箭進行的複製。格羅特魯普的團隊造出了20枚火箭，并於1947年10月在卡普斯京亞爾靶場進行了成功試射。對此，烏斯季諾夫等軍方官員要求格羅特魯普和他的團隊對導彈系統進行進一步的改進，其中包括R-10 (G-1)、R-12 (G-2)、R-14 (G-4)、R-15(G-5)等導彈系列，這些與馮·布勞恩在二戰期間設計的A9/A10長距離導彈相似。有的觀點認爲，格羅特魯普和他的團隊的研發成果甚至領先於布勞恩和他的團隊。
在此期間，德國工程師們對其V-2火箭的理論提出了改進方案，這些新的方案構想被納入到R-2及R-5導彈系統，它也為後來蘇聯太空計畫的成功做出了巨大貢獻。1957年10月將史普尼克1號送入太空軌道的火箭就是以R-7彈道導彈為基礎，共捆綁了 20個引擎與圓錐形火箭體，這是德國科學家於1949年向蘇聯方面提出的建議。 然而，由於政治原因，德國火箭科學家們對蘇聯導彈以及太空事業發展的所做出的貢獻長期以來被蘇聯官方有意淡化，以至於這些德國技術團隊在公眾視野中幾乎不存在。
1950年9月，格羅特魯普因為拒絕繼續參與其他蘇聯工程而被解除德國團隊負責人的職務，接替他的是Johannes Hoch以及後來的 Waldemar Wolff。

## 返回德國之後

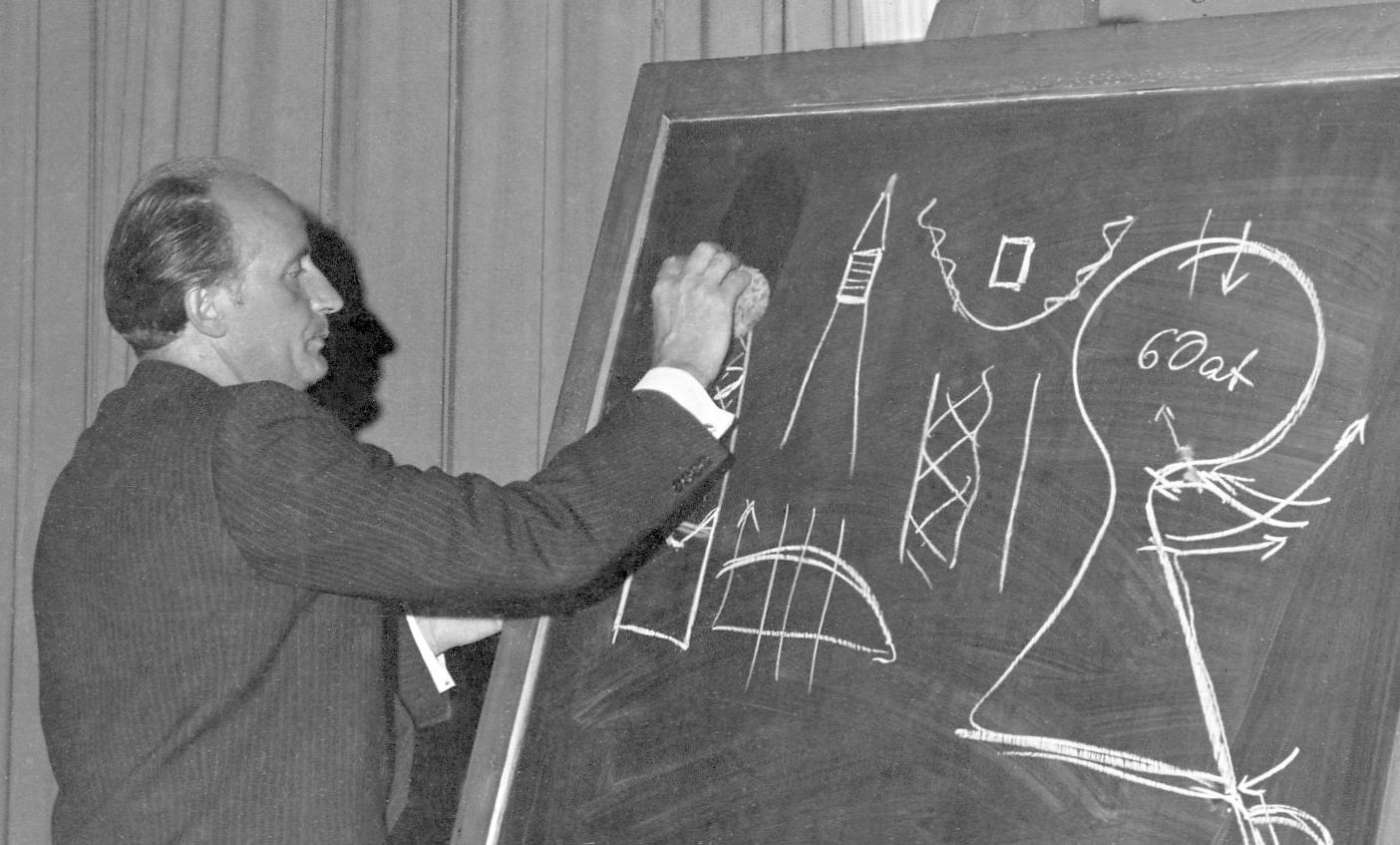
格羅特魯普講解火箭原理（攝於1958年6月）

1951年之後，蘇聯方面基於保密理由，不再允許這些德國火箭專家們從事重要導彈技術的研究，但作爲“冷處理過度期”，蘇聯政府將他們滯留在蘇聯一年半左右，以防止最新情报被泄露給西方。之後，他們陸續返回德國，他們當中有些人回到西德之後，受到了美國中央情報局和英國軍情六處的詢問。
1953年11月22日，格羅特魯普和他的家人以及其他20名德國工程師返回東德，基於他們所掌握的信息和經驗，他們是最後一批回到德國的工程師。但是格羅特魯普回到東德之後不到兩個星期，在英美情報部門的幫助下，他就和家人逃到西德的科隆。在接受英國軍情六處的詢問中，他透露了他們這些德國專家在蘇聯所研發的長程導彈R-12 (G-2)、R-14 (G-4)的細節。軍情六處將他評為是這些回國者中是“消息最靈通的人”。雖然他提供了使西方瞭解到蘇聯與美國同步進行導彈研發的相關重要情報，但是他拒絕了美國軍方希望他能繼續爲美軍研發導彈系統的要求，爲此他和全家一度陷於生活困難的窘境。

### 研發數據處理技術
1954年至1958年，格羅特魯普在普福爾茨海姆的洛侖兹公司工作。他參與開發了“ER56”，這是德國第一台完全晶體管化的數據資料處理系統。這個系統成爲第一批用於商業方面的數據處理系統，當時用於管理郵購業務的物流。
1959年，他進入“Produktograph公司”（該公司後來被西門子和哈爾斯克公司所接管），從事產品數據的獲取和監控。

#### 智能卡的開發
1965年，格羅特魯普自己創辦了一家名為“DATEGE”的公司，主要從事數據處理。1966年2月，他申請了「識別開關」的專利，用於加油站解鎖程序。
1967年2月，格羅特魯普提出了將集成電路晶片整合到塑膠載體上的構想，並在西德申請了代號DE1574074的專利 ，這是以半導體器件為基礎的防篡改以及安全識別開關。與此同時又申請了代號為DE1574075的專利，這項專利體現了透過感應耦合進行的非接觸通訊，這項專利成為了近場通訊 (NFC) 和無線射頻識別 (RFID) 技術的基礎。德國專利商標局承認這些專利申請為智能卡的發明。該發明的主要用途意在透過個別複製保護鑰匙提供識別功能，以便在無人值守的加油站或身份卡識別的應用中啓動開鎖程序。
1968年9月，格羅特魯普與作為投資人的尤爾根·德斯洛夫一起，為這種識別開關申請了更多專利，先是在奧地利 ，1969年又在西德(DE1945777)、美國 (US3678250）和(US3678250)、英國 (GB1317915)和（GB1318850）以及其他國家申請了一系列後續專利。

#### 鈔票處理機
1970年，捷德公司收購了格羅特魯普的“DATEGE”公司並相應成立了Gesellschaft für Automation und Organisation (GAO)（德文：自動化與組織化公司）。格羅特魯普作爲該公司的董事會成員並擔任總經理，負責開用於銀行鈔票防偽讀取器和半自動和全自動紙幣處理系統（如：ISS-300型和ISS/BPS-3000型）。自1990年代中期起，捷德公司的鈔票處理部門已成為鈔票處理設備的全球市場領導者，並為印鈔公司開發單張鈔票檢測系統。1979年，捷德公司推出第一張智能卡，後來成為捷德公司用於移動安全（Mobile Security）方面的骨幹產品。

## 評價
1980年，格羅特魯普從捷德公司退休。1981年7月4日在慕尼黑逝世，享年65歲。他去世之後，人們對他做出了這樣的評價：“儘管格羅特魯普和他的團隊為蘇聯太空事業的成功打下了重要基礎，但他卻沒有因此而獲得這份殊榮，然而他所發明的智能卡如今被廣汎地應用在人類社會的各個領域，對人類來說，這項偉大的發明並不亞於宇宙航天事業”（參見德文維基百科：Helmut Gröttrup）。